# 加藤いずみ
加藤 いずみ（かとう いずみ、1986年10月6日 - ）は神奈川県出身のバスケットボール選手。ポジションはフォワード。175cm。ニックネームは「ハル」。

## 人物
沼津中央高校から武庫川女子大学を経て、トヨタ自動車に入社。
ルーキーシーズンはオールジャパン2試合とWリーグセミファイナル1試合のみにとどまった。
2012年退社。
関東実業団の東京海上日動に所属。

## 経歴
- 沼津中央高校 - 武庫川女子大 - トヨタ自動車（2009年〜2012年） - 東京海上日動

## 日本代表歴
- 2007年アジア選手権

## 受賞歴
- 2008-09Wリーグベスト5